# Grand Prix Číny 2016
Grand Prix Číny 2016 (oficiálně 2016 Formula 1 Pirelli Chinese Grand Prix) se jela na okruhu Shanghai International Circuit v Šanghaji v Číně dne 17. dubna 2016. Závod byl třetím v pořadí v sezóně 2016 šampionátu Formule 1.

## Kvalifikace
| Poř.                       | No. | Jezdec            | Konstruktér               | Časy v kvalifikaci | Časy v kvalifikaci | Časy v kvalifikaci | Pořadí na startu |
| Poř.                       | No. | Jezdec            | Konstruktér               | Q1                 | Q2                 | Q3                 | Pořadí na startu |
| -------------------------- | --- | ----------------- | ------------------------- | ------------------ | ------------------ | ------------------ | ---------------- |
| 1                          | 6   | Nico Rosberg      | Mercedes                  | 1:37.669           | 1:36.240           | 1:35.402           | 1                |
| 2                          | 3   | Daniel Ricciardo  | Red Bull Racing-TAG Heuer | 1:37.672           | 1:36.815           | 1:35.917           | 2                |
| 3                          | 7   | Kimi Räikkönen    | Ferrari                   | 1:37.347           | 1:36.118           | 1:35.972           | 3                |
| 4                          | 5   | Sebastian Vettel  | Ferrari                   | 1:37.001           | 1:36.183           | 1:36.246           | 4                |
| 5                          | 77  | Valtteri Bottas   | Williams-Mercedes         | 1:37.537           | 1:36.831           | 1:36.296           | 5                |
| 6                          | 26  | Daniil Kvjat      | Red Bull Racing-TAG Heuer | 1:37.719           | 1:36.948           | 1:36.399           | 6                |
| 7                          | 11  | Sergio Pérez      | Force India-Mercedes      | 1:38.096           | 1:37.149           | 1:36.865           | 7                |
| 8                          | 55  | Carlos Sainz Jr.  | Toro Rosso-Ferrari        | 1:37.656           | 1:37.204           | 1:36.881           | 8                |
| 9                          | 33  | Max Verstappen    | Toro Rosso-Ferrari        | 1:38.181           | 1:37.265           | 1:37.194           | 9                |
| 10                         | 27  | Nico Hülkenberg   | Force India-Mercedes      | 1:38.165           | 1:37.333           | Bez času           | 13               |
| 11                         | 19  | Felipe Massa      | Williams-Mercedes         | 1:38.016           | 1:37.347           |                    | 10               |
| 12                         | 14  | Fernando Alonso   | McLaren-Honda             | 1:38.451           | 1:38.826           |                    | 11               |
| 13                         | 22  | Jenson Button     | McLaren-Honda             | 1:37.593           | 1:39.093           |                    | 12               |
| 14                         | 8   | Romain Grosjean   | Haas-Ferrari              | 1:38.425           | 1:39.830           |                    | 14               |
| 15                         | 9   | Marcus Ericsson   | Sauber-Ferrari            | 1:38.321           | 1:40.742           |                    | 15               |
| 16                         | 12  | Felipe Nasr       | Sauber-Ferrari            | 1:38.654           | 1:42.430           |                    | 16               |
| 17                         | 20  | Kevin Magnussen   | Renault                   | 1:38.673           |                    |                    | 17               |
| 18                         | 21  | Esteban Gutiérrez | Haas-Ferrari              | 1:38.770           |                    |                    | 18               |
| 19                         | 30  | Jolyon Palmer     | Renault                   | 1:39.528           |                    |                    | 19               |
| 20                         | 88  | Rio Haryanto      | MRT-Mercedes              | 1:40.264           |                    |                    | 20               |
| 107% času vítěze: 1:43.791 |     |                   |                           |                    |                    |                    |                  |
| —                          | 94  | Pascal Wehrlein   | MRT-Mercedes              | Bez času           |                    |                    | 21               |
| —                          | 44  | Lewis Hamilton    | Mercedes                  | Bez času           |                    |                    | 22               |
| Zdroj:                     |     |                   |                           |                    |                    |                    |                  |

Poznámky
1. ↑  Nico Hülkenberg obdržel trest posunu o 3 místa vzad za nebezpečné vypuštění během kvalifikace.
2. ↑  Pascal Wehrlein nezaznamenal čas, kterým by se kvalifikoval ve 107 % času vítěze. Start mu byl povolen sportovními komisaři.
3. ↑  Lewis Hamilton nezaznamenal čas, kterým by se kvalifikoval ve 107 % času vítěze. Start mu byl povolen sportovními komisaři. Zároveň obdržel trest posunu o 5 míst vzad za neplánovanou výměnu převodovky.

## Závod
| Poř.   | No. | Jezdec            | Konstruktér               | Počet kol | Čas/Odstoupení | Pořadí na startu | Body |
| ------ | --- | ----------------- | ------------------------- | --------- | -------------- | ---------------- | ---- |
| 1      | 6   | Nico Rosberg      | Mercedes                  | 56        | 1:38:53.891    | 1                | 25   |
| 2      | 5   | Sebastian Vettel  | Ferrari                   | 56        | +37.776        | 4                | 18   |
| 3      | 26  | Daniil Kvjat      | Red Bull Racing-TAG Heuer | 56        | +45.936        | 6                | 15   |
| 4      | 3   | Daniel Ricciardo  | Red Bull Racing-TAG Heuer | 56        | +52.688        | 2                | 12   |
| 5      | 7   | Kimi Räikkönen    | Ferrari                   | 56        | +1:05.872      | 3                | 10   |
| 6      | 19  | Felipe Massa      | Williams-Mercedes         | 56        | +1:15.511      | 10               | 8    |
| 7      | 44  | Lewis Hamilton    | Mercedes                  | 56        | +1:18.230      | 22               | 6    |
| 8      | 33  | Max Verstappen    | Toro Rosso-Ferrari        | 56        | +1:19.268      | 9                | 4    |
| 9      | 55  | Carlos Sainz Jr.  | Toro Rosso-Ferrari        | 56        | +1:24.127      | 8                | 2    |
| 10     | 77  | Valtteri Bottas   | Williams-Mercedes         | 56        | +1:26.192      | 5                | 1    |
| 11     | 11  | Sergio Pérez      | Force India-Mercedes      | 56        | +1:34.283      | 7                |      |
| 12     | 14  | Fernando Alonso   | McLaren-Honda             | 56        | +1:37.253      | 11               |      |
| 13     | 22  | Jenson Button     | McLaren-Honda             | 56        | +1:41.990      | 12               |      |
| 14     | 21  | Esteban Gutiérrez | Haas-Ferrari              | 55        | +1 kolo        | 18               |      |
| 15     | 27  | Nico Hülkenberg   | Force India-Mercedes      | 55        | +1 kolo        | 13               |      |
| 16     | 9   | Marcus Ericsson   | Sauber-Ferrari            | 55        | +1 kolo        | 15               |      |
| 17     | 20  | Kevin Magnussen   | Renault                   | 55        | +1 kolo        | 17               |      |
| 18     | 94  | Pascal Wehrlein   | MRT-Mercedes              | 55        | +1 kolo        | 21               |      |
| 19     | 8   | Romain Grosjean   | Haas-Ferrari              | 55        | +1 kolo        | 14               |      |
| 20     | 12  | Felipe Nasr       | Sauber-Ferrari            | 55        | +1 kolo        | 16               |      |
| 21     | 88  | Rio Haryanto      | MRT-Mercedes              | 55        | +1 kolo        | 20               |      |
| 22     | 30  | Jolyon Palmer     | Renault                   | 55        | +1 kolo        | 19               |      |
| Zdroj: |     |                   |                           |           |                |                  |      |

## Průběžné pořadí po závodě
Pohár jezdců
|   | Pořadí | Jezdec           | Body |
| - | ------ | ---------------- | ---- |
|   | 1      | Nico Rosberg     | 75   |
|   | 2      | Lewis Hamilton   | 39   |
|   | 3      | Daniel Ricciardo | 36   |
| 2 | 4      | Sebastian Vettel | 33   |
| 1 | 5      | Kimi Räikkönen   | 28   |

Pohár konstruktérů
|  | Pořadí | Konstruktér               | Body |
|  | ------ | ------------------------- | ---- |
|  | 1      | Mercedes                  | 114  |
|  | 2      | Ferrari                   | 61   |
|  | 3      | Red Bull Racing-TAG Heuer | 57   |
|  | 4      | Williams-Mercedes         | 29   |
|  | 5      | Haas-Ferrari              | 18   |